# Vodovrati
Vodovrati (makedonska: Водоврати) är en ort i Nordmakedonien. Den ligger i kommunen Gradsko, i den centrala delen av landet, 60 kilometer sydost om huvudstaden Skopje. Vodovrati ligger 319 meter över havet och antalet invånare är 399.